# Selva
Selva – położona nad brzegiem Morza Śródziemnego comarca (powiat) we wspólnocie autonomicznej Katalonia w Hiszpanii, położona między masywem górskim Puigsacalm a Costa Brava. Jest podzielona między prowincje: Girona i Barcelona – gmina Fogars de la Selva leży w tej drugiej, podczas gdy reszta gmin podlega lokalnemu rządowi w Gironie.
Stolicą Selvy jest Santa Coloma de Farners – trzecie (po Blanes i Lloret de Mar) co do wielkości miasto w granicach tej comarki.
Selva graniczy z comarcami: Maresme, Vallès Oriental, Osona, Garrotxa, Gironès i Baix Empordà.

## Miasta i gminy
- Amer – 2182 mieszk.
- Anglès – 4739 mieszk.
- Arbúcies – 5126 mieszk.
- Blanes – 30 693 mieszk.
- Breda – 3381 mieszk.
- Brunyola – 357 mieszk.
- Caldes de Malavella – 4225 mieszk.
- La Cellera de Ter – 1987 mieszk.
- Fogars de la Selva – 806 mieszk.
- Hostalric – 2912 mieszk.
- Lloret de Mar – 20 239 mieszk.
- Massanes – 565 mieszk.
- Maçanet de la Selva – 4010 mieszk.
- Osor – 206 mieszk.
- Riells i Viabrea – 2264 mieszk.
- Riudarenes – 1281 mieszk.
- Riudellots de la Selva – 1584 mieszk.
- Sant Feliu de Buixalleu – 702 mieszk.
- Sant Hilari Sacalm – 5036 mieszk.
- Sant Julià del Llor i Bonmatí – pop. 989 mieszk.
- Santa Coloma de Farners – 9169 mieszk.
- Sils – 3248 mieszk.
- Susqueda – 98 mieszk.
- Tossa de Mar – 4366 mieszk.
- Vidreres – 4978 mieszk.
- Vilobí d'Onyar – 2250 mieszk.